# The Girl Is Mine
The Girl Is Mine je pjesma snimljena od strane Majkla Džeksona i Pola Makartnija. Napisali su je pomenuta dvojica a producirao ju je Kvinsi Džons za Džeksonov šesti studijski album, „Thriller“ (objavljen 1982). Pjesma je snimana u „Vestlejk“ studijima, Los Anđeles, od 14. do 16. aprila 1982. godine. Godinu prije, Džekson i Makartni su snimili „Say Say Say“ i „The Man“ za Polov peti solo album, „Pipes of Peace“ (1983).
Nisu svi bili impresionirani ovim izdanjem, smatrajući da su Džekson i Džons stvorili pjesmu za bijelu pop publiku. Uprkos tome, „The Girl Is Mine“ je bila veoma uspješna na muzičkim top-listama. Osim što se nalazio na vrhu ritam i bluz američkih singlova, singl je zauzimao drugo mjesto „Bilborda hot 100“ i osmu poziciju u Ujedinjenom Kraljevstvu. Do 1985, prodat je u 1.3 miliona kopija i sertifikovan je platinastim tiražom u Sjedinjenim Američkim Državama.
Džekson je dva puta optuživan za plagijarizam pjesme. Oba puta je svjedočio na sudu i dobijao parnice. Godine 2008, za 25-otogišnjicu od izdanja albuma „Thriller“, pjevač Blek aj pisa, Vil.aj.em je remiksovao „The Girl Is Mine“. Remiks je generalno negativno ocenjen od strane muzičkih kritičara.

## Snimanje
Pisanje pjesme „The Girl Is Mine“ Džekson je završio dok je gledao crtaće sa Polom Makartnijem. Producent Kvinsi Džons je prvobitno rekao Džeksonu da napiše pjesmu o dva muškarca koji se bore oko djevojke. Inspirisan, Džekson se u toku noći probudio i otpjevao pjesmu na diktafonu. Kasnije je izjavio: „Otpjevao sam tačno ono šta sam čuo u glavi, počevši sa melodijom, klavijaturom, gudalima i svim. Tako, samo sam oralno sve stavio na traci.“ Džons je takođe zatražio od pjevača da doda rep stihove. Džekson je vezano za to rekao: „Kvinsi me je pozvao jedno jutro i rekao: „Smeli, tako me zove, moramo nešto odrepovati na ovom.““ Pjesmu su zatim snimali Džekson i Makartni u „Vestlejk“ studijima, Los Anđeles od 14. do 16. aprila 1982. godine. Džekson je bio mišljenja da je snimanje pjesme bilo jedan od njegovih najprijatnijih momenata u studiju: „Jedna od mojih omiljenih pjesama za snimanje, od svih mojih radova kao solo izvođača, bila je pjesma „The Girl Is Mine“ iz razloga što rad sa Polom Makartnijem je bio veoma uzbudljiv i što smo se doslovce proveli. Puno smo razgovarali i svirali, gađali se raznim stvarima i pravili šale. Snimili smo pjesmu i vokale prilično uživo istovremeno. Imamo video snimke toga ali nikada nisu javno prikazani.“ Završio je: „Možda ćemo vam jednog dana dati kratak insert.“ Snimci para su kasnije prikazivani tokom Makartnijeve svjetske turneje.

## Muzika
Muzička struktura pjesme „The Girl Is Mine“ upotrebljava AABA formu, u kojoj pjesmin naslov služi kao glavni izvor potrebne repeticije. Kada se upotrijebi do maksimuma, ovo strukturisanje, poznato i kao forma od trideset i dva taka, ima naslov koji se ponavlja u istom mjestu, u najmanje dva od tri A stiha. Džekson koristi ovu muzičku strukturu i u drugim svojim pjesmama od kojih je najpoznazija „She's out of My Life“. Džekson koristi u instrumentaciji i horde, koje se mogu čuti i u nekim njegovim ranijim pjesmama.